# Tour du Nord
De Tour du Nord (Nederlands: Ronde van Noord-Frankrijk) was een Franse meerdaagse wielerwedstrijd die van 1933 tot 1973 werd georganiseerd in de voormalige regio Nord-Pas-de-Calais. Na de inaugurele ronde van 1933, werd de rittenwedstrijd jaarlijks betwist tot 1939, vervolgens van 1952 tot 1954, van 1960 tot 1966 en van 1968 tot 1973.

## Erelijst
| Jaar | Winnaar              | Tweede                | Derde                                    |
| ---- | -------------------- | --------------------- | ---------------------------------------- |
| 1933 | Henri Flament        | Albert Vandaele       | François Blin                            |
| 1934 | Achiel Dermaux       | Noël Declercq         | Raymond De Poorter                       |
| 1935 | Georges Christiaens  | Jules Pyncket         | Arthur Debruyckere                       |
| 1936 | Albertin Disseaux    | René Walschot         | Edgard De Caluwé                         |
| 1937 | Michel Hermie        | Edgard De Caluwé      | Noël Declercq                            |
| 1938 | Julien Legrand       | Omer Thys             | Jerome Dufromont                         |
| 1939 | Jérôme Dufromont     | Michel Hermie         | Omer Thys                                |
| 1952 | Emmanuel Thoma       | Jules Renard          | André Rosseel                            |
| 1953 | Albert Platel        | Michel Vuylsteke      | Edgard Sorgeloos                         |
| 1954 | André Rosseel        | Florent Rondele       | Antoine Frankowski                       |
| 1958 | Willy Truye          | Daniel Denys          | Claude Senicourt Gustaaf Van Vaerenbergh |
| 1960 | Willy Truye          | Dick Enthoven         | Daniel Doom                              |
| 1961 | Martin van der Borgh | Clément Roman         | Louis Troonbeeck                         |
| 1962 | André Messelis       | Benoni Beheyt         | Frans Melckenbeeck                       |
| 1963 | Jan Nolmans          | Georges Vandenberghe  | Jozef Huysmans                           |
| 1964 | Jos Huysmans         | Guido Reybrouck       | Herman Vanspringel                       |
| 1965 | Willy Van den Eynde  | Pierre Beuffeuil      | Jean-Claude Lefebvre                     |
| 1966 | Roger Milliot        | André Messelis        | Jaak De Boever Hans Junkermann           |
| 1968 | Harry Steevens       | Leopold Van den Neste | Jozef Huysmans                           |
| 1969 | René Pijnen          | Georges Pintens       | Jozef Huysmans                           |
| 1970 | Raf Hooyberghs       | José Catieau          | Jean-Marie Leblanc                       |
| 1972 | Sylvain Vasseur      | Raymond Riotte        | Louis Verreydt                           |
| 1973 | Michel Roques        | Robert Mintkiewicz    | Guy Sibille                              |